# Aéroport de Sliač
L'aéroport Sliač est un aéroport international situé au centre de la Slovaquie à proximité de la ville de Sliač entre les villes de Banská Bystrica et Zvolen à une altitude de 305 m. Il fut ouvert en 1947. En 2011, il a enregistré plus de 122 000 mouvements dont 100 300 mouvements d'avion civil. Un nouveau terminal a été inauguré en juillet 2012.